# Maxime de Choiseul d'Aillecourt
Pour les autres membres de la famille, voir Famille de Choiseul.
André-Urbain-Maxime de Choiseul d'Aillecourt (ou Daillecourt, parfois écrit Choiseuil, né le 21 décembre 1781 à Paris, où il est mort le 11 avril 1854) est un écrivain et haut fonctionnaire français. 

## Biographie
Maxime est le fils de Michel-Félix-Victor de Choiseul d'Aillecourt, député, le frère de Victor de Choiseul d'Aillecourt, député, et le beau-frère d'Augustin Louis Charles de Lameth, député. 
Il est marié le 10 juillet 1813 avec Adèle-Félix-Françoise d'Astorg (23 décembre 1791 à Paris - 19 août 1818 à Bagnères-de-Bigorre), fille de Jacques Pierre Prothade d'Astorg, député. 
Ses filles, Marie et Eugénie, devinrent respectivement marquise de Froissard et marquise de Quinsonas, dont une postérité nombreuse. 
Maxime entre, sous le Premier Empire, dans l'administration. Il est successivement nommé auditeur au Conseil d'État en 1809, sous-préfet à Versailles en 1811, puis à Morlaix en 1813. Il se rallie aux Bourbon, et « Monsieur », alors lieutenant-général du royaume, l'appelle en 1814, à la préfecture de l'Eure.
Destitué pendant les Cent-Jours, il est nommé, à la seconde Restauration, préfet de la Côte-d'Or en 1815. En prenant possession de son poste à Dijon, le comte de Choiseul d'Aillecourt avait publié une proclamation qui contenait ce passage : « Le mensonge et la perfidie ont égaré plusieurs d'entre vous, mais l'erreur est dissipée. Le rétablissement de la dîme et des droits féodaux n'est jamais entré dans la pensée de notre bon roi : lui-même l'a déclaré avec cette noble franchise qui fut toujours le caractère de son illustre race. Il garantit aussi, par sa parole royale et par la Charte constitutionnelle, l'irrévocabilité des ventes des biens nationaux, etc. ».
Il devient alors membre de lʹAcadémie des sciences, arts et belles-lettres de Dijon .
En 1816, il est nommé préfet de l'Oise. 
En février 1817, il est muté à la préfecture du Loiret. La même année, il est élu membre de l'Académie des inscriptions et belles-lettres en 1817, succédant à son oncle Marie-Gabriel-Florent-Auguste de Choiseul-Gouffier.
C'est lui en tant que préfet qui a fait rapatrier en 1818 les sculptures du Musée des monuments français et qui a fait rétablir le mausolée de Louis XI dans la basilique Notre-Dame de Cléry.

## Œuvre
- 1809: De l'influence des Croisades sur l'état des peuples de l'Europe[6].
- 1844: 1688-1830, ou Parallèle historique des révolutions d'Angleterre et de France, sous Jacques II et Charles X[7].
- 1851: Parallèle historique des révolutions d'Angleterre et de France, sous Jacques II et Charles X, augmenté d'une quatrième et dernière partie qui montre pourquoi la révolution de 1830 n'a pas réussi à fonder un établissement durable [8].

## Décorations
- Chevalier de la Légion d’Honneur
- Chevalier de l’ordre de St Jean de Jérusalem

## Biographie
- Biographie des hommes vivants, ou histoire par ordre alphabétique de la vie publique de tous les hommes qui se sont fait remarquer par leurs actions ou leurs écrits. Ouvrage entièrement neuf, rédigé par une société de gens de lettres et de savants. Tome second, 1817 p. 171-172[9]